# Carlo Faiello
Carlo Faiello (Napoli, 14 luglio 1958) è un cantautore, compositore, musicologo e ricercatore italiano.

## Biografia
Diplomato presso il Conservatorio di San Pietro a Majella di Napoli, inizia la sua attività da professionista nell’orchestra giovanile Domenico Scarlatti ed in quella di Roberto De Simone partecipando ad opere come: La gatta Cenerentola (De Simone), Cantata di Masaniello, Carmina Vivianea, Le disgrazie di Pulcinella.
Dal 1984 al 1998 è componente della Nuova Compagnia di Canto Popolare, lavorando per essa sia come musicista che come autore/compositore, elaborando, in particolare, gli album: Medina CGD (casa discografica) (1992), Tzigari CGD (casa discografica) (1995), Incanto Acustico CGD (casa discografica) (1996), Pesce d’’o mare EMI (1998). Con la NCCP partecipa come autore al Festival di Sanremo con i brani Pe' Dispietto (1992), che vince il premio della critica, e Sotto il velo del cielo (1998) che si classifica in 15ª posizione.
Come autore/compositore collabora, tra il 1992 e il 2002, anche con Roberto Murolo componendo testi e musiche per i progetti discografici Ottantavogliadicantare CGD (casa discografica) (1992), L’Italia è Bbella PolyGram (1993) - brano con cui Murolo debutta al Festival di Sanremo e grazie al quale ottiene poi il premio alla carriera -, I grandi duetti (1994), Ho sognato di cantare (2002).
Nel frattempo, nel 1993 esordisce come cantautore con l'album Cambierà pubblicato dalla PolyGram.
Nel 1997 partecipa come ospite al Premio Recanati con il brano Fronne coinvolgendo nel suo progetto i ragazzi del Carcere minorile di Nisida.  Nello stesso anno presenta Tammurriata remix, un progetto di musica contemporanea intrecciata a suoni arcaici che viene presentato e prodotto sia in Italia che in Francia.
Tra il 1999 e il 2000 scrive testi e musiche interpretate da Lina Sastri, sia in opere teatrali (Melos - 1999), che in progetti discografici tra cui il CD Festa (Carosello - 2000).
Nel 2001 fonda Il Canto di Virgilio – Domus ARS di Napoli, centro di arte, ricerca e spettacolo attivo nella produzione, valorizzazione e diffusione della musica storicamente informata con particolare riguardo alla musica barocca e del ‘700 napoletano.
Nel 2001, con l'etichetta Oriente Musik di Berlino, presenta al Womex a Rotterdam il suo progetto discografico Le Danze di Dioniso che viene distribuito in tutta Europa (in Italia dalla Felmay di Torino).
Nell’epifania del 2002 partecipa al Concerto per la Pace nella Basilica di S. Chiara, insieme a Noa, José Feliciano, Moni Ovadia, Sophie B. Hawkins. Nello stesso anno è responsabile artistico di uno dei cinque Cantieri per l’Innovazione Sociale istituiti dalla Provincia di Napoli per il reinserimento sociale degli adolescenti in situazione di rischio e la diffusione della cultura musicale tra i giovani delle periferie. 
Dal 2002 al 2006 la sua performance Le Danze di Dioniso è ospitata in diversi festival europei ed italiani tra cui: Vulcano Festival, Festival Sete Sóis Sete Luas, Sconfinando Sarzana Festival - Festival Internazionale di Musiche & Suoni dal Mondo, International folk dance and music festival, Itinerari Folk, Notte della Taranta, Etnica Diso Folk Festival | Sito Ufficiale, Carpino Folk Festival, Festa della Biodiversità, Ariano Folkfestival , Monsano Folk festival, Festival delle Invasioni, Negro Festival, Festival du Cinéma Italien.
Nel frattempo, dal 2002 si dedica ad attività di ricerca nel campo dell’etnomusicologia e dell’antropologia su tutto il territorio della Campania, affiancando, tra l’altro, all’attività di autore/compositore, quella di direttore e promotore artistico.
Nel Settembre del 2002 e nel 2003, per l’anniversario della Basilica di Montevergine, su commissione del Comune di Ospedaletto, compone il racconto musicale La Grande Madre.
Nell’autunno 2003 presenta il progetto Madonne Sonore, composizione per una mostra itinerante audiovisiva basata sulla devozione alle Madonne in Campania. Dal 2003 al 2005, a salvaguardia della musica acustica e dell’ambiente, è direttore artistico della Festa della Biodiversità.
Nel 2005 Squilibri Editore Roma pubblica il suo Libro Il Suono della Tradizione. Nello stesso anno contribuisce all'arrangiamento dell'album discografico di Dario Fo, Sciascià.
Nel 2007 compone colonne sonore per la trasmissione televisiva Geo & Geo in onda su Rai 3.
Nel 2008 compone musiche per la compagnia Media Aetas Teatro con la regia di Orlando Forioso. Nello stesso anno si esibisce ad Atene in seguito al successo di un suo brano, Guainella, tradotto ed interpretato dall’artista greca Fotini Darra. Sempre nel 2008 si esibisce a Cagliari, nella notte di Capodanno insieme ai Tazenda.
Nel 2009 è produttore artistico, nonché autore/compositore, del progetto solista Anema d’ ‘o Munno di Antonella Morea. L'anno successivo presenta l’Album Tra il Sole e la Luna prodotto da Il Canto di Virgilio e pubblicato da Rai Trade. Alcuni brani di quest’ultimo lavoro vengono scelti da Enzo Moscato per la sua messinscena Pièce noir, prodotta da Teatro Festival Italia. 
Nel 2011 scrive Tamburi e Madonne opera in musica che viene presentata in anteprima agli “Rencontres de Chants Polyphoniques” de Calvi (Francia). Nello stesso anno è presente, come cantautore, in diversi festival e rassegne con lo spettacolo dal titolo A Tamburo Battente.
Dal 2012 al 2021 percorre un’intensa attività di Teatro in Musica con la realizzazione di opere come: Carnascialata, Mozart alla corte di Pulcinella, Miserere - Cantare la Passione, Cantata dei Pastori in forma Concerto, in cui coinvolge artisti come Isa Danieli, Giovanni Mauriello, Franco Javarone, Lina Sastri, Mariano Bauduin, Antonella Morea, Maria Nazionale.
Nel 2021 compone l'opera Alla corte di Pulcinella eseguita in anteprima, sotto la sua direzione artistica, presso il Castello Baronale di Acerra e riproposta, nel febbraio 2023, al Teatro Trianon (Napoli).

## Direzioni artistiche
Compositore colto e popolare,  dal 2000 alterna l’attività di compositore e musicologo a quella di direttore e promotore artistico.  
Nell’estate 2003 è nominato dall’amministrazione provinciale di Bolzano direttore artistico del Festival di Musica Etnica in Alto Adige.
Dal 2003 al 2005 è direttore artistico della Festa della Biodiversità promuovendo giorni di musica, dibattiti e mostre nel segno dell’ecologia, dell’acustica e dell’ambientalismo alternativo.
Tra il 2006 ed il 2024, è direttore artistico, tra gli altri, dei seguenti festival/rassegne:  
- Festival dell’Impegno Civile promosso dal Comitato Don Peppe Diana e dall’associazione Libera.
- I Giorni della Calende (dal 2014 al 2022). Rassegna di musica, teatro e danza realizzata annualmente nella città di Napoli con lo scopo di valorizzare il patrimonio musicale e teatrale napoletano antico.[31][32][33]
- Nu’ Fazzoletto ‘e Mare (2018), I edizione. Rassegna (che viene considerata dall'amministrazione comunale partenopea “cuore” dell’Estate a Napoli 2018) promossa dall’assessorato alla Cultura e al Turismo del comune di Napoli in ricordo della “cerimonia del fazzoletto" ed articolata in sette concerti (dal 4 al 15 agosto) di musica classica realizzati presso la Real Casa Santa dell'Annunziata di Napoli.[34]
- Festival della musica popolare del Sud Italia (2019). Iniziativa cultuale promossa dal Museo e Real Bosco di Capodimonte di Napoli con il sostegno della Regione Campania (prodotta da Il Canto di Virgilio) nell'ambito del progetto “Napoli è l'arte” ed articolata in quattro giorni (dal 20 al 23 giugno 2019) di musica e incontri per il recupero e la diffusione della musica tradizionale del sud Italia.[35]
- Estate al Cortile (2019). Rassegna di musica e teatro di undici serate - dall’8 al 18 agosto 2019 - promossa dall’Assessorato alla Cultura e al Turismo del Comune di Napoli e realizzata presso la Real Casa dell’Annunziata di Napoli nell’ambito del programma di Estate a Napoli 2019.[36]
- ARTerie - Scampia e Parco del Poggio (2020). Iniziativa di venti eventi (dal 30 luglio al 23 agosto) di musica, teatro, cinema e danza realizzati a Napoli nel quartiere Scampia e presso il Parco del Poggio del quartiere Colli Aminei in occasione di Estate a Napoli 2020.
- Pausilypon – Suggestioni all’Imbrunire… Ritmi di sole, di mare, di viaggio, di Sud (2021). Rassegna musicale realizzata presso il Teatro Romano del Parco archeologico del Pausilypon nell’agosto 2021 promossa dall’Assessorato all'istruzione, alla Cultura e al Turismo del Comune di Napoli nell’ambito del progetto Estate a Napoli 2021 ed organizzata da Il Canto di Virgilio in collaborazione con la Soprintendenza Archeologica, Belle Arti e Paesaggio per il Comune di Napoli e la Gaiola Onlus.[37]
- Al Parco in Armonia (2022). Rassegna di otto concerti realizzati nell'agosto 2022 nell'ambito del ciclo di eventi di “Vedi Napoli e poi torni” (Estate a Napoli 2022) promossi dall’Assessorato al Turismo del Comune di Napoli.[38]
- Le Melodie di Parthenope (2023). Rassegna di concerti promossi dal Comune di Napoli in cui viene proposto al pubblico un viaggio dalla Villanella a Pino Daniele, passando per Viviani, Renato Carosone e Roberto De Simone; dal folk mediterraneo alla canzone degli anni ’30, dalla musica del Settecento napoletano e dei compositori della Scuola musicale napoletana ai grandi classici della canzone italiana.
- Pulcinella Totem (2023). Rassegna di sei spettacoli, tra musica, teatro e danza, volti a promuovere e valorizzare il patrimonio artistico napoletano attraverso il simbolo della maschera.

Negli anni 2016 e 2017 dirige il primo Dipartimento di ricerca etnomusicologica nel Cilento presso la Scuola Musicale R. Goitre di Vallo della Lucania; sede decentrata del Conservatorio Giuseppe Martucci di Salerno.
Nel 2021 rappresenta l'Italia come responsabile dell’orchestra multietnica “Med 7Sóis Orkestra” in una tournée che vede il coinvolgimento di paesi come Portogallo, Estonia, Marocco, Capo Verde, La Riunione, Spagna; progetto promosso dalla rete culturale del Festival Mondiale “Sete Sóis Sete Luas” che ha avuto, negli anni, come presidenti onorari i premi Nobel José Saramago e Dario Fo.
Nel Febbraio 2022 è inoltre direttore artistico della rassegna Il Divino Burlone, tre giorni di eventi tra teatro, musica e mostre volti a sostenere la candidatura della maschera di Pulcinella, ed il suo intrinseco valore culturale, a bene immateriale dell'umanità - UNESCO. Manifestazione prodotta dalla Fondazione Il Canto di Virgilio e che ha visto la partecipazione di esperti, mascherai, docenti italiani e internazionali.

### La Notte della Tammorra
Dal 2000 al 2024 è, ininterrottamente, direttore artistico del festival La Notte della Tammorra, manifestazione artistica considerata il più grande evento campano di musica popolare che mira alla valorizzazione della musica tradizionale campana attraverso la sua riproposta e la contaminazione con altri linguaggi musicali.

### Miserere - Cantare la Passione
Dramma sacro di musica e teatro ispirato alla passione basato su una serie di ricerche e elaborazioni di Faiello sul repertorio musicale paraliturgico di tradizione orale della Regione Campania, in particolare sui canti e le liturgie del Cilento antico, della zona vesuviana, della Terra di Lavoro, della Costiera amalfitana e dell'Irpinia, a ciò sono aggiunte le composizioni originali di Faiello.
Faiello spiega che il dramma musicale "rappresenta la condizione degli umili, sottomessi e umiliati dal potere dominante, ma anche il volto sofferente di ciascuna mamma dinnanzi alla morte del proprio figlio".
Tradizionalmente proposto durante le festività pasquali con la partecipazione di Isa Danieli nel ruolo della Madonna.

## Discografia
- Cambierà (1993)
- Le danze di Dioniso (2001)
- Il suono della tradizione (2005)
- Tra il sole e la luna (2010)

## Raccolte
- Il Rock del vesuvio (1997)

## Con la Nuova Compagnia di Canto Popolare
- Medina(1992)
- Tzigari (1995)
- Incanto acustico (1996)
- Pesce d'’o mare (1998)

## Partecipazioni a Sanremo come autore
- Pe' dispietto (Festival di Sanremo 1992) NF+premio della critica
- L'Italia è bBbella (Festival di Sanremo 1993) 12º posto
- Sotto il velo del cielo (Festival di Sanremo 1998) 15º posto

## Libri
- Il suono della tradizione (2005), Squilibri Editore.